# Syntherata weymeri
Syntherata weymeri är en fjärilsart som beskrevs av J. Peter Maassen och Gustav Weymer 1873. Syntherata weymeri ingår i släktet Syntherata och familjen påfågelsspinnare. Inga underarter finns listade i Catalogue of Life.